# Duce
Duce je italijanski izraz, ki izhaja iz latinske besede dux in pomeni voditelj, poveljnik. Pri starih Rimljanih je bil deležen naslova dux vojaški poveljnik, ki se je posebno odlikoval na bojišču. V Vzhodnem rimskem cesarstvu se je beseda popačila v δουξ (doúx), ki je v akuzativu δούκα (doûka); iz te oblike je v Beneški republiki nastal naziv doge za državnega poglavarja, pozneje pa tudi za srednjeveški plemiški naslov duca.
V italijanski zgodovini se je beseda dux vzela v poštev v ablativu (duce), specifično s pomenom status duce, to je dobesedno državni poglavar. Uporabila se je na primer za Garibaldija in pozneje za Viktorja Emanuela III. med prvo svetovno vojno. Vendar se raba ni posebno obnesla vse do časa fašizma, ko se je naziv rezerviral za Benita Mussolinija. Dejansko je naslov nastal v ustanovni listini fašistične stranke in se je nato razširil s kultom osebnosti, a ni nikoli bil uraden. Uradno priznanje naslova Duce della Repubblica je bilo predvideno v ustavni listini Socialne republike RSI, in sicer s pomenom, ki ga ima danes republiški predsednik, vendar salojska ustava ni nikoli stopila v veljavo.
Po italijanskem zgledu so skušali uveljaviti enakovredne naslove tudi drugi totalitarni državniki: führer Adolf Hitler, caudillo Francisco Franco,  fører Vidkun Quisling,  conducător Ion Antonescu in pozneje tudi Nicolae Ceaușescu, poglavnik Ante Pavelić.